# 1974年ラグビー香港代表の日本遠征
1952年ラグビー香港代表の日本遠征では、1974年4月にラグビー香港代表が日本に遠征し2試合が組まれた。

## 試合日程・結果
| 日時          | 会場                     | ホーム | スコア | アウェイ |
| ------------- | ------------------------ | ------ | ------ | -------- |
| 1974年4月14日 | 花園ラグビー場（大阪府） | 日本   | 20-6   | 香港     |
| 1974年4月16日 | 西京極（京都府）         | 全京都 | 17-12  | 香港     |

## 試合一覧
第1戦
| 1974年4月14日 14:00 | 日本 | 20-6 | 香港 | 花園ラグビー場（大阪府） レフリー: 野々村博 |
| 1974年4月14日 14:00 |      |      |      | 花園ラグビー場（大阪府） レフリー: 野々村博 |

第2戦
| 1974年4月16日 15:30 | 全京都 | 17-12 | 香港 | 西京極（京都府） レフリー: 入江康平 |
| 1974年4月16日 15:30 |        |       |      | 西京極（京都府） レフリー: 入江康平 |